# 原臺南公園管理所
原臺南公園管理所為位於臺灣臺南市北區的建築，原為臺灣日治時期臺南公園的管理機構。該建築於1913年完工，戰後曾作為公園管理所、公園駐警隊辦公室等用途。臺南市政府後於2003年公告為市定古蹟。並於2024年完成修復工程。

## 沿革

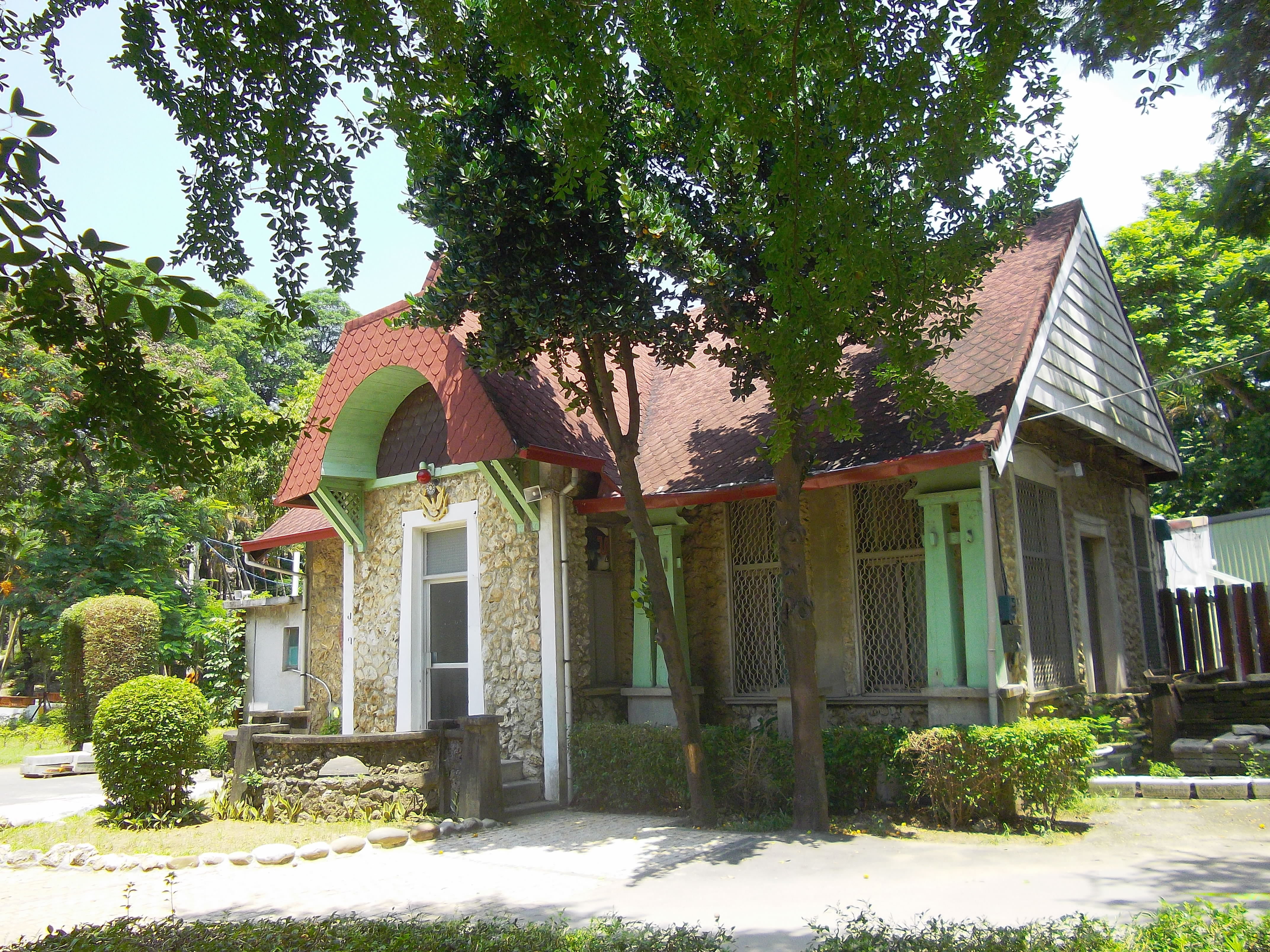
修復前的公園管理所。

1895年臺灣進入日治時期後，日本政府推動近代都市計畫，開始改造傳統城市空間，並著手興建具有現代化規模的都市公園。臺南公園的設置計畫自1899年（明治三十二年）即開始討論，最終於1912年（大正元年）正式開工。
作為公園管理機構，臺南公園管理所的建設同步進行。1913年（大正二年）5月，臺南廳召集當地承包業者舉行包含臺南公園事務所、宿舍及公共廁所等附屬建築物的統包營造投票，最終由原籍日本愛媛縣的竹林安太郎以3,900圓得標。並由臺南廳技師島田宗一郎負責設計，該建築原定於同年7月20日完工，後延期至8月31日竣工。該建築當時被命名為「臺南公園事務所」，作為公園管理及相關事務的辦公場所使用。
1945年第二次世界大戰結束後，管理所仍持續作為公園管理機構使用，並曾作為公園駐警隊辦公室、倉庫等用途。由於長期使用，建築內部歷經多次改建，後側及右側外牆曾被拆除，擴建出六個房間及一間廁所，並以木板隔間進行空間分隔。原始平面格局已難以辨識。
2003年，基於其良好的保存狀況，臺南市政府將臺南公園管理所公告為市定古蹟。然而，由於長期暴露於環境因素影響，建築本體逐漸出現裂化、損壞，設備亦趨於老舊。為維護該歷史建築，臺南市文化資產管理處主動展開損壞調查與修復設計。2021年，文化部文化資產局核定補助修復經費，最終修復工程決標總經費約2,300萬元，由劉金昌建築師事務所負責設計監造。修復工程以復原原貌為原則，於2022年4月13日開工，並於2024年5月15日竣工。

## 建築設計
公園管理所為和洋折衷建築，並結合臺灣傳統建材及東洋建築元素特徵，管理所的建築主體結構採用硓𥑮石與磚砌兩種方式建造。在修復前，僅存事務所正面及東側牆面仍保留硓𥑮石牆體，而入口前設有高臺。選用硓𥑮石作為牆面材料。根據范勝雄的研究〈台南公園古石屋探源〉，這可能與臺南公園開園時，取用被拆毀的臺灣府城大北門月城築城石材有關。
建築立面為英國都鐸式風格，屋頂則為西洋式雙坡水斜屋頂，鋪設材料為頄鱗板瓦、石棉板瓦或銅瓦。其側面亦有開窗，並有一門上寬下窄，形狀亦似鳥居，其門上寬下窄。左前屋簷下設有兩根仿日本神社建築的項居，兩座項居之間設有一平臺，推測可能曾用於祭祀神祇。
室內部份，內部入口處為混凝土地坪，而後側則採用架高地坪的作法，是基於建築前半部主要作為民眾洽公與接待用途，因此以洋式空間為主；後側則採用傳統和式木地板的設計。此外，內部隔間牆體採用日式編竹夾泥壁體。

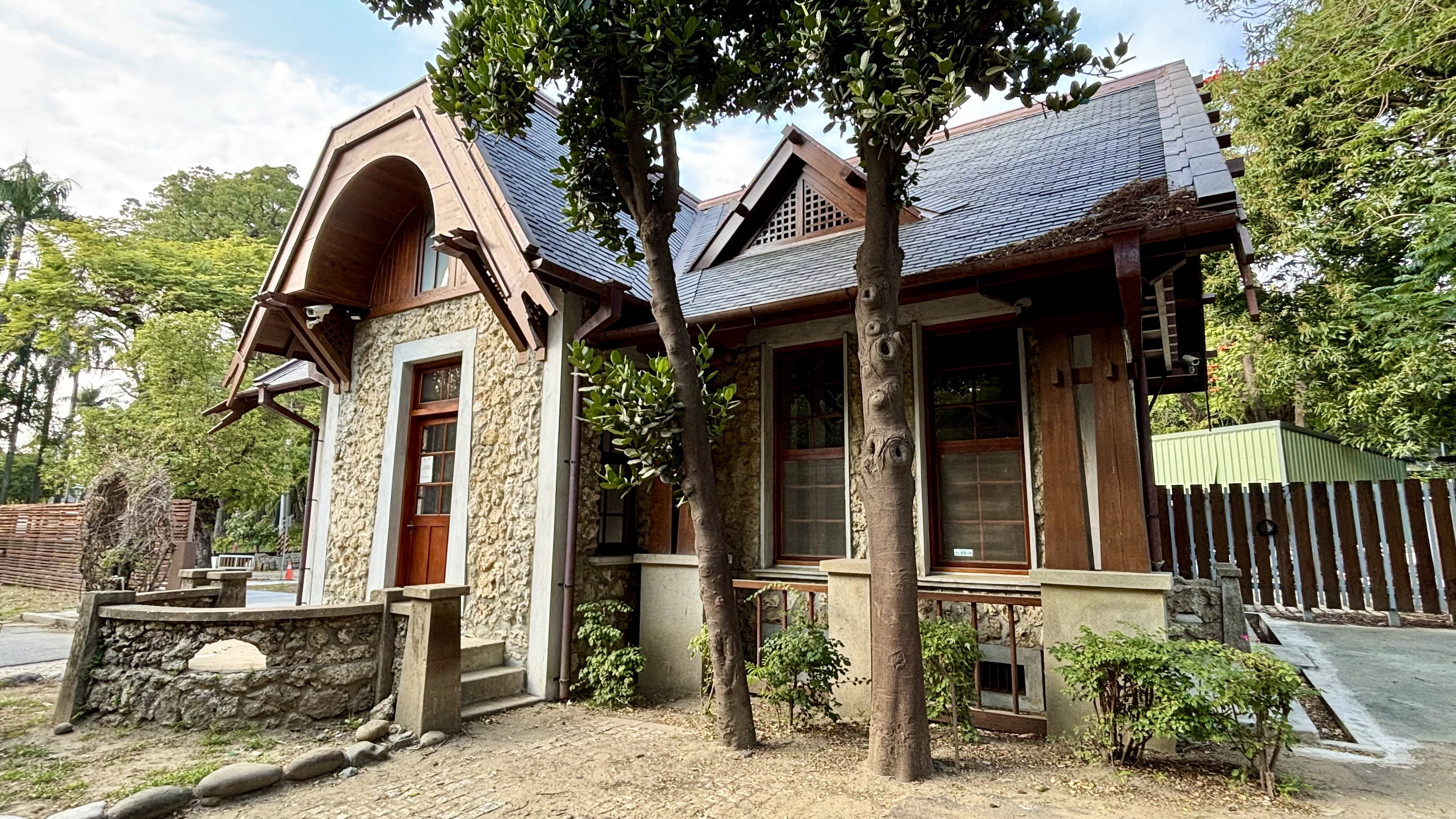
修復完成後的公園管理所
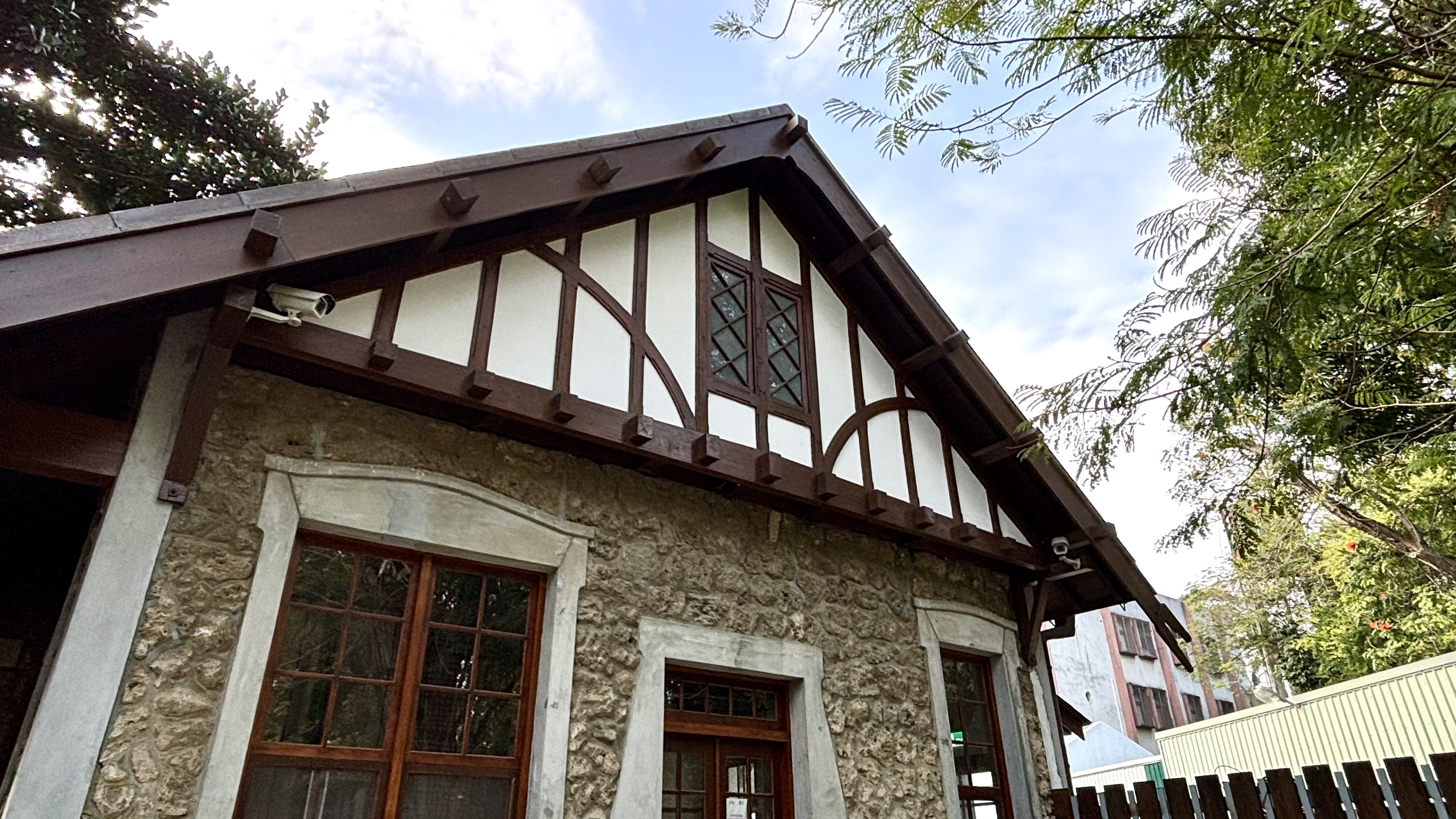
公園管理所東側面
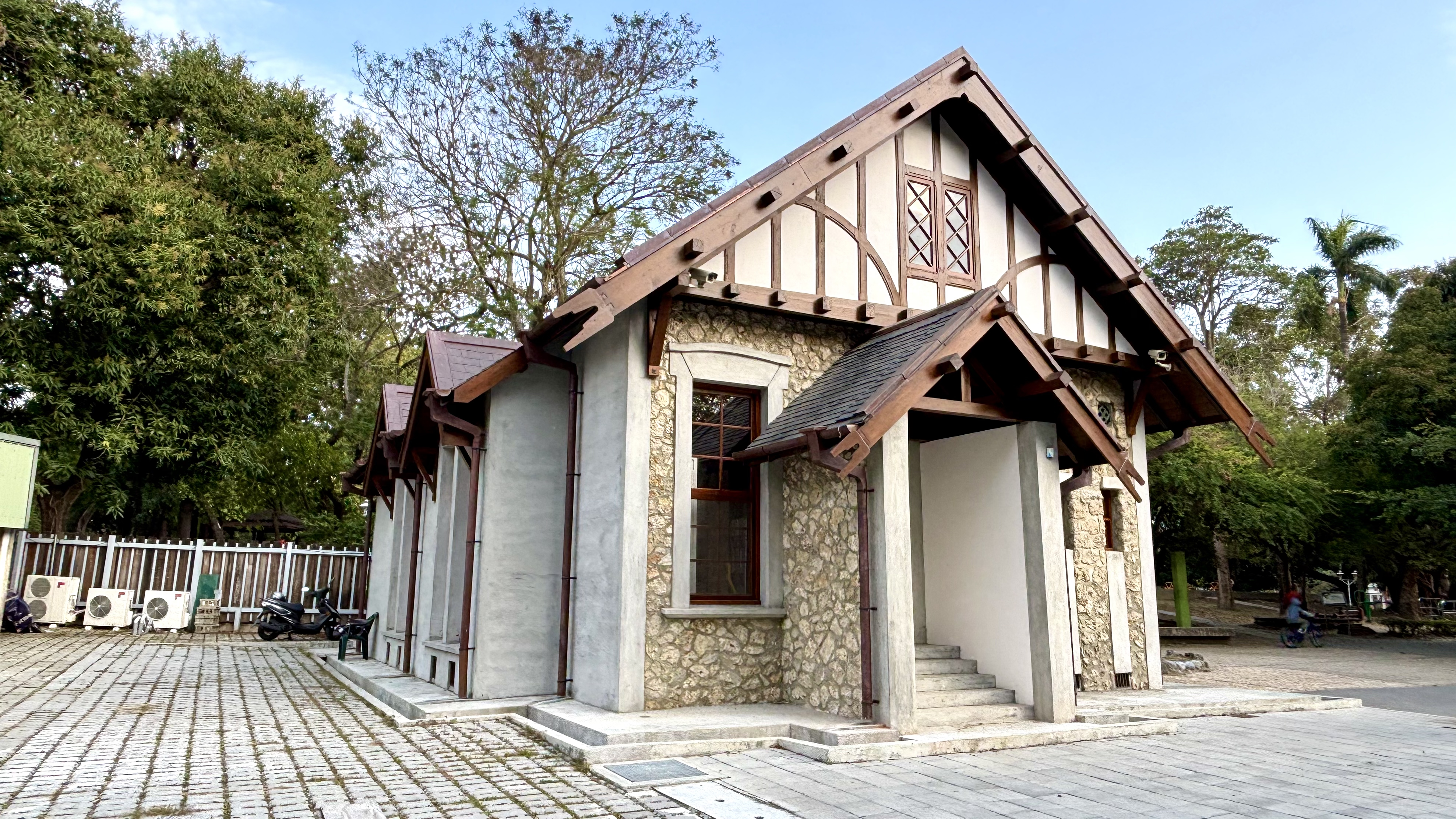
公園管理所西側面
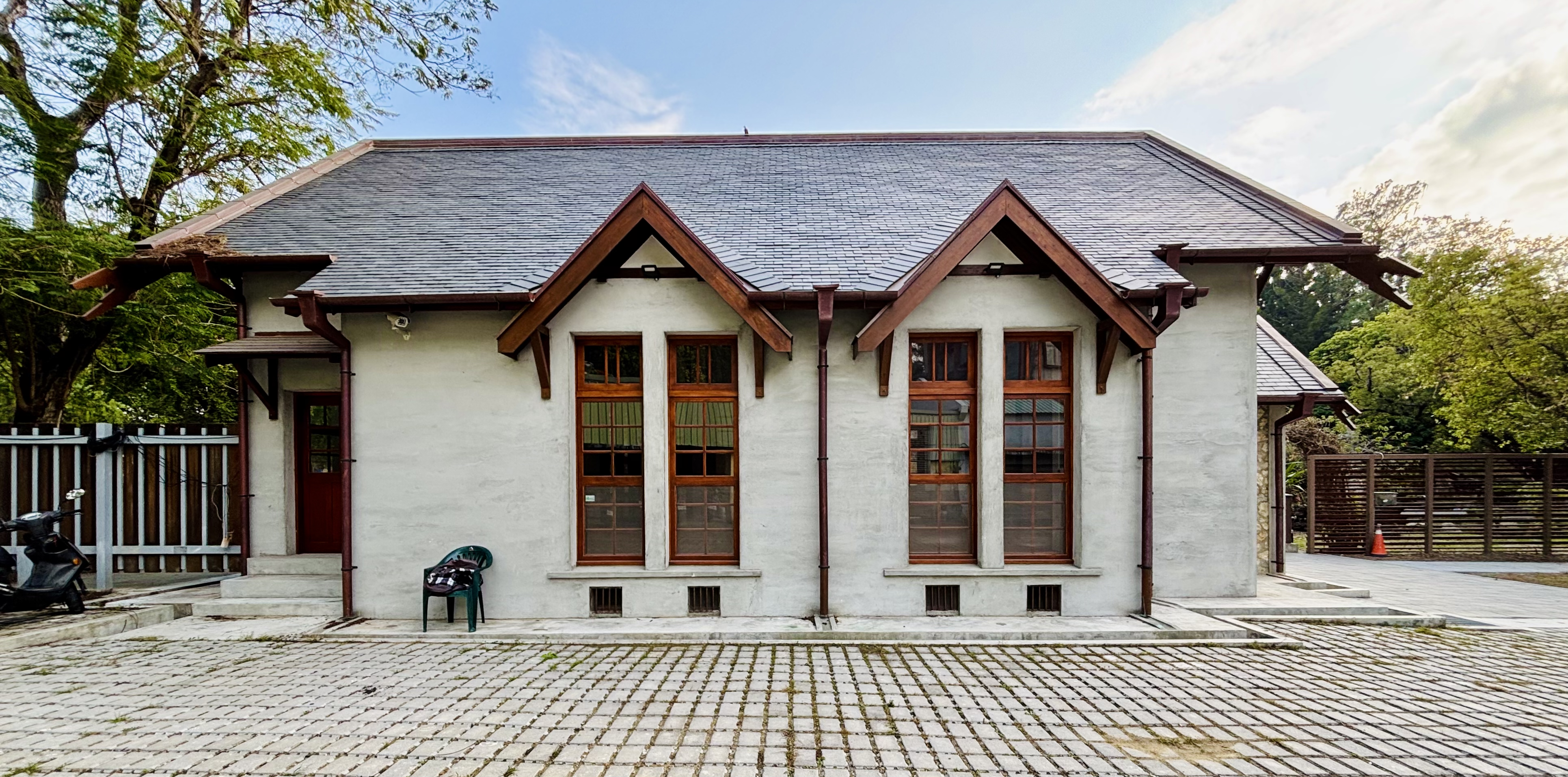
公園管理所北側面

## 另見
- 重道崇文坊
- 臺南公園
- 原日本陸軍臺南偕行社
- 臺南市古蹟列表